# 1396 w literaturze
Wydarzenia literackie w 1396 roku.

## Zmarli
- Walter Hilton, angielski zakonnik i pisarz